# Dirk Ongenae
Dirk Ongenae (Jabbeke, 19 de agosto de 1953) fue un ciclista belga, profesional entre 1976 y 1979, cuyos mayores éxitos deportivos los logró en la Vuelta a España al obtener 2 victorias de etapa en la edición de 1976.

## Palmarés
- 1976
  - 2 etapas en la Vuelta a España
  - 3 etapas en la Vuelta a Andalucía